# 朱椿
朱 椿（しゅ ちん、洪武4年3月18日（1371年4月4日）- 永楽21年2月11日（1423年3月22日））は、明の皇族。

## 経歴
初代皇帝である朱元璋（洪武帝）の十一男。生母は郭惠妃（郭子興の娘）。第3代皇帝である永楽帝の異母弟。
洪武11年（1378年）に父より蜀王に封じられ、洪武23年（1390年）に封地の成都に赴いた。仁愛・忠孝・文才に優れ、父からは蜀の秀才と謳われた。方孝孺を招聘して息子の教育係にしたり、各国の教育者に資金を援助したりした。蜀の統治では民政に尽くし、礼教をもってなす和平・穏健政策を用いたことから、蜀の地は明末期に至る200年間にわたって反乱が起こらず、平和な時代が続いたという。この実力は異母兄の永楽帝にも認められて重用された。
同母弟の朱橞が謀反を画策した際、朱椿は永楽帝に密告して連座を免れた。晩年には蜀の王位をめぐって一族で争いが起き、その失意の中で永楽21年（1423年）に死去した。享年53。